# Per Aulin
Per Aulin, född 15 november 1877 i Eringsboda församling, Blekinge län, död 3 april 1953 i Anderslövs församling, Malmöhus län, var en svensk överlärare. Han var far till Ivan Aulin.
Aulin avlade folkskollärarexamen i Växjö 1898, var vikarierande folkskollärare i Augerums landskommun 1898, e.o. i Karlskrona stad 1899–1901, ordinarie i Östra Torps landskommun 1902–1907, i Anderslövs landskommun 1908–1938, tillsynslärare från 1923 och överlärare 1932–1938. Han var ordförande i Anderslövs kommunalfullmäktige från 1933, ledamot av Malmöhus läns landsting och dess epideminämnd 1927–1938, ledamot av och vice ordförande i Oxie och Skytts vägdistrikt från 1936, ordförande i taxeringsnämnden från 1920, i fattigvårdsstyrelsen 1917–1930 och i folkskolestyrelsen från 1931 och vice ordförande i lokalstyrelsen för samrealskolan.